# Ivory Tower
Ivory Tower är en bergstopp i Antarktis. Den ligger i Västantarktis. Inget land gör anspråk på området. Toppen på Ivory Tower är 800 meter över havet.
Terrängen runt Ivory Tower är kuperad söderut, men norrut är den platt. Trakten är obefolkad. Det finns inga samhällen i närheten.